# أوبري مايهيو
أوبري مايهيو (بالإنجليزية: Aubrey Mayhew)‏ هو ملحن ومنتج أسطوانات أمريكي، ولد في 2 أكتوبر 1927، وتوفي في 22 مارس 2009.

## وصلات خارجية
- أوبري مايهيو على موقع ميوزك برينز (الإنجليزية)
- أوبري مايهيو على موقع أول ميوزيك (الإنجليزية)
- أوبري مايهيو على موقع ديسكوغز (الإنجليزية)